# Uržum (Territorio dell'Altaj)
Uržum (in lingua russa Уржум) è un centro abitato del Territorio dell'Altaj, situato nell'Alejskij rajon.